# متلازمة ويلسون ميكيتي
متلازمه ويلسون ميكيتي  والمعروفه أيضا باسم متلازمة خلل نضج الرئة هو الحالة الرئويه النادرة التي تصيب الاطفال منخفضي الوزن عند الولادة.يرتبط ارتباطا وثيقا بخلل التنسج القصبي الرئوي(بالإنجليزية: bronchopulmonary dysplasia)‏ يختلف غالبا في عدم وجود دعم التهوية الكافي.
ووجد أن جميع المرضى الأوليين الوارد وصفهم مع متلازمة ويلسون، ميكيتي هم الرضع ناقصي الوزن عند الولادة الذين ليس لديهم تاريخ في التهوية الميكانيكية (بالإنجليزية: mechanical ventilation)‏ يفترض ان لديهم متلازمه تشبه بحد كبير اضطراب الشخصية الحدي (بالإنجليزية: Borderline Personality Disorder)‏
الذي يعرف اختصارا ك bpd كما أنه عند وفاة بعض هؤلاء الرضع، أظهرت عمليات التشريح تغييرات نسيجية مماثلة لتلك التي ظهرت في اضطراب الشخصية الحدي.

## تاريخه
تم اكتشافه بوساطه الطبيبه ميريام جي ويلسون وفيكتور G. ميكيتي في عام 1960 .

## اقرا أيضا
- Hoepker، A؛ Seear, M؛ Petrocheilou, A؛ Hayes D Jr؛ Nair, A؛ Deodhar, J؛ Kadam, S؛ O'Toole, J (أكتوبر 2008). "Wilson-Mikity syndrome: updated diagnostic criteria based on nine cases and a review of the literature". Pediatric pulmonology. ج. 43 ع. 10: 1004–12. DOI:10.1002/ppul.20900. PMID:18781642.
- Lehman، DH (أكتوبر 1969). "The Wilson-Mikity syndrome. Case report and review of literature". California medicine. ج. 111 ع. 4: 298–304. PMC:1503650. PMID:5388332.

## وصلات خارجية
- Wilson–Mikity syndrome